# Europese PGA Tour 2010
Dit is de toernooiagenda van de Europese PGA Tour van het seizoen 2010. Deze start in december 2009 in Zuid-Afrika, waar de eerste vier toernooien gespeeld worden. Het seizoen eindigt in november 2010 met het tweede Wereldkampioenschap in Dubai.
| Begin    | Einde | Toernooinaam                                             | Baan                                                      | Land        | Winnaar                | Prijzenpot    |
| -------- | ----- | -------------------------------------------------------- | --------------------------------------------------------- | ----------- | ---------------------- | ------------- |
| 10-12-09 | 13-12 | Alfred Dunhill Kampioenschap                             | Leopard Creek Country Club, Mpumalanga                    | Zuid-Afrika | Pablo Martín           | € 998,200     |
| 17-12-09 | 20-12 | South African Open Championship                          | Pearl Valley Golf Estates, Paarl, West-Kaap,              | Zuid-Afrika | Richie Ramsay          | € 1.010.637   |
| 07-01-10 | 10-01 | Africa Open                                              | East London GC, Oost-Kaap                                 | Zuid-Afrika | Charl Schwartzel       | € 1.000.000   |
| 14-01    | 17-01 | Joburg Open                                              | Royal Johannesburg and Kensington Golf Club, Johannesburg | Zuid-Afrika | Charl Schwartzel       | € 1.300.000   |
| 21-01    | 24-01 | Abu Dhabi Golf Championship                              | Abu Dhabi Golf Club, Abu Dhabi                            | UAE         | Martin Kaymer          | € 1.500.000   |
| 28-01    | 31-01 | Commercialbank Qatar Masters presented by Dolphin Energy | Doha Golf Club, Doha                                      | Qatar       | Robert Karlsson        | € 2.500.000   |
| 04-02    | 07-02 | Omega Dubai Desert Classic                               | Emirates Golf Club, Dubai                                 | UAE         | Miguel Angel Jiménez   | € 2.500.000   |
| 11-02    | 14-02 | Avantha Masters                                          | DLF Golf and Country Club, New Delhi                      | India       | Andrew Dodt            | € 1.500.000   |
| 17-02    | 21-02 | WGC - Accenture Match Play Championship                  | Ritz-Carlton GC, Dove Mountain - Marana, Arizona          | VS          | Ian Poulter            | $ 8.500.000   |
| 04-03    | 07-03 | Maybank Malaysian Open                                   | Kuala Lumpur Golf & Country Club                          | Maleisië    | Seung-yul Noh          | € 2.000.000   |
| 11-03    | 14-03 | WGC - CA Championship                                    | Doral Golf Resort & Spa, Florida                          | VS          | Ernie Els              | $ 1.400.000   |
| 18-03    | 21-03 | Hassan II Golf Trophy                                    | Royal Golf Dar Es Salam, Rabat                            | Marokko     | Rhys Davies            | € 1.375.000   |
| 25-03    | 28-03 | Open de Andalucia de Golf                                | Parador de Málaga Golf, Málaga                            | Spanje      | Louis Oosthuizen       | € 1.000.000   |
| 01-04    | 04-04 | Estoril Open de Portugal                                 | Penha Longa Golf Club, Estoril                            | Portugal    | uitgesteld tot 10 juni | € 1.000.000   |
| 08-04    | 11-04 | De Masters                                               | Augusta National Golf Club, Georgia                       | VS          | Phil Mickelson         |               |
| 08-04    | 11-04 | Madeira Island Open                                      | Porto Santo Golfe, Madeira                                | Portugal    | James Morrison         | € 700.000     |
| 15-04    | 18-04 | Volvo China Open                                         | Jinji Lake Golf Club, Suzhou                              | China       | Y E Yang               | € 2.500.000   |
| 22-04    | 25-04 | Ballantine's Championship                                | Pinx GC, Jeju                                             | Zuid-Korea  | Marcus Fraser          | € 2.200.000   |
| 29-04    | 02-05 | Open de España                                           | Real Club de Golf de Sevilla, Sevilla                     | Spanje      | Alvaro Quiros          | € 2.000.000   |
| 06-05    | 09-05 | BMW Italian Open                                         | Royal Park I Roveri, Turijn                               | Italië      | Fredrik Andersson Hed  | € 1.300.000   |
| 13-05    | 16-05 | Open Cala Millor Mallorca                                | Pula Golf Club, Son Servera, Mallorca                     | Spanje      | Peter Hanson           | € 1.000.000   |
| 20-05    | 23-05 | BMW PGA Kampioenschap                                    | The Wentworth Club, Surrey                                | Engeland    | Simon Khan             | € 4.500.000   |
| 27-05    | 30-05 | Madrid Masters                                           | Real Sociedad Hípica Española Club de Campo, Madrid       | Spanje      | Luke Donald            | € 1.500.000   |
| 03-06    | 06-06 | The Celtic Manor Wales Open                              | The Celtic Manor Resort, City of Newport                  | Wales       | Graeme McDowell        | € 1.800.000   |
| 10-06    | 13-06 | Estoril Open de Portugal                                 | Penha Longa Golf Club, Estoril                            | Portugal    | Thomas Bjørn           | € 1.000.000   |
| 17-06    | 20-06 | US Open                                                  | Pebble Beach Golf Links Pebble Beach, Californië          | VS          | Graeme McDowell        |               |
| 17-06    | 20-06 | Saint-Omer Open presented by Neuflize OBC                | Aa Saint Omer GC, Lumbres                                 | Frankrijk   | Martin Wiegele         | € 600.000     |
| 24-06    | 27-06 | BMW International Open                                   | Golfclub München Eichenried, München                      | Duitsland   | David Horsey           | € 2.000.000   |
| 01-07    | 04-07 | Alstom Open de France                                    | Le Golf National, Parijs                                  | Frankrijk   | Miguel Angel Jimenez   | € 3.000.000   |
| 08-07    | 11-07 | The Barclays Scottish Open                               | Loch Lomond Golf Club, Glasgow                            | Schotland   | Edoardo Molinari       | € 3.000.000   |
| 15-07    | 18-07 | 139ste Brits Open                                        | St Andrews Links (Old Course), Fife                       | Schotland   | Louis Oosthuizen       | € 4.800.000   |
| 22-07    | 25-07 | Nordea Scandinavian Masters                              | Bro Hof Slott GC, Stockholm                               | Zweden      | Richard S Johnson      | € 2.000.000   |
| 29-07    | 01-08 | 3 Irish Open                                             | Killarney Golf & Fishing Club, Killarney, Co Kerry,       | Ierland     | Ross Fisher            | € 3.000.000   |
| 05-08    | 08-08 | WGC - Bridgestone Invitational 2010                      | Firestone Country Club, Akron, Ohio                       | VS          | Hunter Mahan           |               |
| 12-08    | 15-08 | US PGA Kampioenschap                                     | Whistling Straits, Kohler, Wisconsin                      | VS          | Martin Kaymer          |               |
| 19-08    | 22-08 | Celadna Czech Open 2010                                  | Prosper Golf Resort, Čeladná                              | Tsjechië    | Peter Hanson           | € 2.000.000   |
| 26-08    | 29-08 | Johnnie Walker Championship                              | Gleneagles, Perthshire                                    | Schotland   | Edoardo Molinari       | € 1.400.000   |
| 02-09    | 05-09 | Omega European Masters                                   | Golf Club Crans-sur-Sierre , Crans-sur-Sierre             | Zwitserland | Miguel Ángel Jiménez   | € 2.000.000   |
| 09-09    | 12-09 | KLM Open                                                 | Hilversumsche Golf Club, Hilversum                        | Nederland   | Martin Kaymer          | € 1.800.000   |
| 16-09    | 19-09 | Austrian Golf Open                                       | Fontana Golf Club, Wenen                                  | Oostenrijk  | José Manuel Lara       | € 750.000     |
| 23-09    | 26-09 | Vivendi Cup                                              | Golf de Joyenval, Chambourcy                              | Frankrijk   | John Parry             | € 1.250.000   |
| 01-10    | 03-10 | Ryder Cup                                                | Celtic Manor Resort, City of Newport                      | Wales       | Europa                 |               |
| 07-10    | 10-10 | Alfred Dunhill Links Championship                        | Old Course St Andrews, Carnoustie and Kingsbarns          | Schotland   | Martin Kaymer          | € 5.000.000   |
| 14-10    | 17-10 | Portugal Masters                                         | Oceânico Victoria Golf Course, Vilamoura                  | Portugal    | Richard Green          | € 3.000.000   |
| 21-10    | 24-10 | Castelló Masters Costa Azahar                            | Club de Campo del Mediterráneo, Castellón, Valencia       | Spanje      | Matteo Manassero       | € 2.000.000   |
| 28-10    | 31-10 | Andalucia Masters                                        | Club de Golf Valderrama, Sotogrande                       | Spanje      | Graeme McDowell        | € 3.000.000   |
| 04-11    | 07-11 | WGC - HSBC Champions                                     | Sheshan International GC, Shanghai                        | China       | Francesco Molinari     | € 7.000.000   |
| 11-11    | 14-11 | Barclays Singapore Open                                  | Tanjong & Serapong, Sentosa GC                            | Singapore   | Adam Scott             | USD 6.000.000 |
| 18-11    | 21-11 | Hong Kong Open                                           | Hong Kong GC, Fanling                                     | Hongkong    | Ian Poulter            | € 2.500.000   |
| 25-11    | 28-11 | Dubai World Championship                                 | Jumeirah Golf Estates, Dubai                              | UAE         | Robert Karlsson        | € 7.500.000   |

1972 ·
1973 ·
1974 ·
1975 ·
1976 ·
1977 ·
1978 ·
1979 ·
1980 ·
1981 ·
1982 ·
1983 ·
1984 ·
1985 ·
1986 ·
1987 ·
1988 ·
1989 ·
1990 ·
1991 ·
1992 ·
1993 ·
1994 ·
1995 ·
1996 ·
1997 ·
1998 ·
1999 ·
2000 ·
2001 ·
2002 ·
2003 ·
2004 ·
2005 ·
2006 ·
2007 ·
2008 ·
2009 ·
2010 ·
2011 ·
2012 ·
2013 ·
2014 ·
2015 ·
2016